# 1377
1377. је била проста година.

## Догађаји

### Јануар
- 17. јануар — Папа Гргур XI је обновио папско седиште у Риму и тиме окончао Авињонско ропство римских папа.

### Фебруар
- 3. фебруар — Папски кондотјери су убили више од 2000 становника Чезена у Чезенском крвопролићу.

### Март
- 26. октобар — Босански бан Твртко Котроманић се крунисао са краља.

### Јун
- 21. јун — Енглески краљ Едвард III умире после 50 година владавине; наслеђује га десетогодишњи унук Ричард II.

## Рођења

### Јануар
- Википедија:Непознат датум — Стефан Лазаревић, први српски деспот. († 1427)
- Википедија:Непознат датум — Ђурађ Бранковић, српски деспот

## Смрти

### Мај
- 24. мај — Алгирдас, велики кнез Литваније

### Јун
- 21. јун — Едвард III Плантагенет, енглески краљ (* 1312)